# Beleg van Querétaro
Het Beleg van Querétaro was het sluitstuk van de Franse interventie in Mexico. Het beleg vond plaats van maart tot mei 1867, en betekende het einde van het Tweede Mexicaanse Keizerrijk.
De laatste Franse troepen hadden inmiddels Mexico al verlaten. Keizer Maximiliaan van Mexico had zich samen met zijn generaals Miguel Miramón en Tomás Mejía teruggetrokken in Querétaro. De republikeinse generaal begon de omsingeling van de stad op 5 april.
Op 15 mei probeerde Maximiliaan een laatste wanhoopsuitval te doen. Dit mislukte, en hij werd gevangengenomen door de republikeinen. Na een proces, waarvan de uitkomst eigenlijk al van tevoren vaststond, werd hij door Escobedo ter dood veroordeeld. Verschillende Europese notabelen dienden verzoeken in om zijn leven te sparen, tevergeefs. Op 19 juni werd hij op de Cerro de las Campañas (Heuvel van de Bellen) gefusilleerd, samen met Miramón en Mejía.
Op 15 juli maakte president Benito Juárez zijn intrede in Mexico-Stad, en riep hij de overwinning van de republiek uit.